# Adam Duvendeck
Jeremy Adam Duvendeck (nascido em 28 de outubro de 1981) é um ex-ciclista de pista norte-americano que competiu no ciclismo nos Jogos Olímpicos de Verão de 2004 e 2008, representando os Estados Unidos.